# رادمارتن
رادمارتن (به انگلیسی: Rodmarton) یک روستا و محله مدنی در بریتانیا است که در Cotswold واقع شده‌است. رادمارتن ۳۳۳ نفر جمعیت دارد.